# 隐头卷虫
隐头卷虫（学名：Bhawania goodei）为金扇虫科卷虫属的动物。分布于南非、红海、百慕大群岛印度洋、菲律宾群岛以及中国南海等海域。